# Надеева, Лариса Борисовна
Лариса Борисовна Надеева (7 июня 1990, Свердловск-44) — российская биатлонистка, призёр чемпионата России по биатлону, чемпионка России по летнему биатлону. Мастер спорта России (2009).

## Биография
Занималась биатлоном с первого класса. Представляет Свердловскую область, клуб «Кедр» (Новоуральск), спортивное общество «Динамо» и ЦСП Свердловской области. Первый тренер — Сергей Александрович Сотников, также тренировалась под руководством Галины Васильевны Сотниковой, Антона Владимировича Щурбинова.

### Юниорская карьера
Участница чемпионата мира среди юниоров 2011 года, заняла четвёртое место в спринте и 11-е — в гонке преследования.
В летнем биатлоне завоевала золото юниорского чемпионата мира 2009 года в спринте, а в гонке преследования была девятой. На чемпионате 2011 года выступила неудачно, не поднявшись выше 16-го места.

### Взрослая карьера
В 2013 году стала чемпионкой России по летнему биатлону в спринте (кросс). Участвовала в чемпионате мира по летнему биатлону 2015 года, заняла 24-е место в спринте и 20-е — в пасьюте.
В зимнем биатлоне завоёвывала медали чемпионата России, в том числе серебро в командной гонке в 2016 году и бронзу в эстафете в 2018 году.
Становилась победительницей чемпионата Уральского федерального округа.
Окончила Уральский государственный горный университет (Екатеринбург).